# Diocesi di Sora-Cassino-Aquino-Pontecorvo

La concattedrale del Santissimo Salvatore, di Santa Maria Assunta e San Germano Vescovo a Cassino.

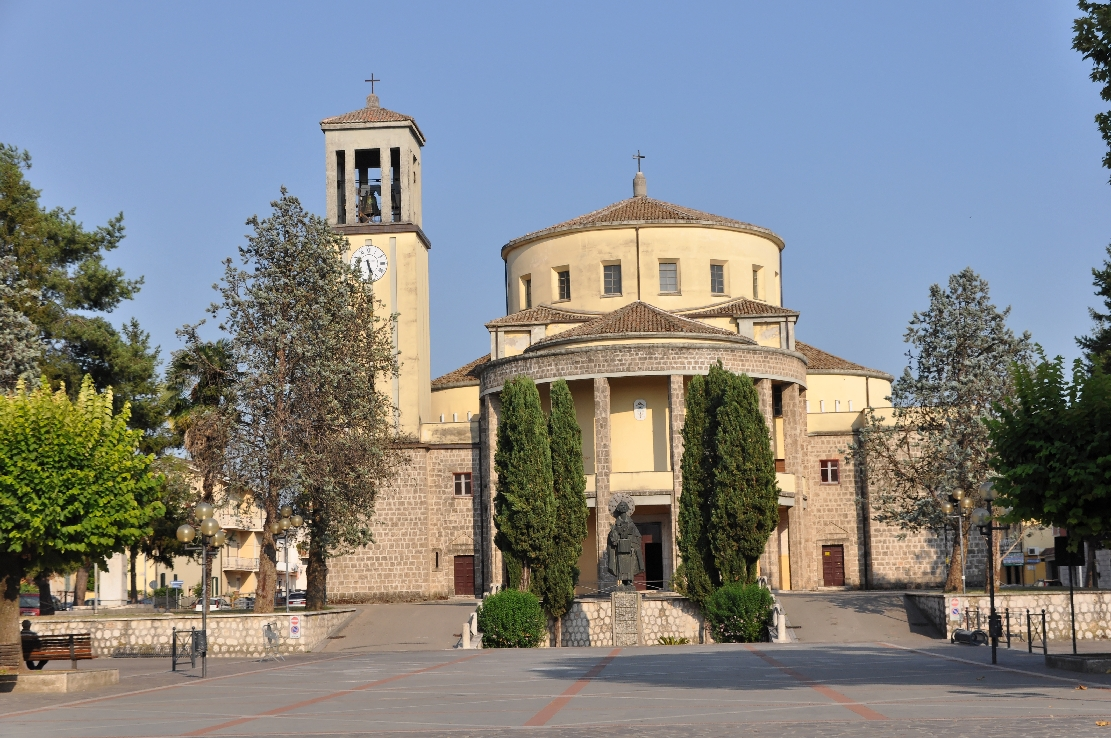
La concattedrale dei Santi Costanzo e Tommaso d'Aquino ad Aquino.

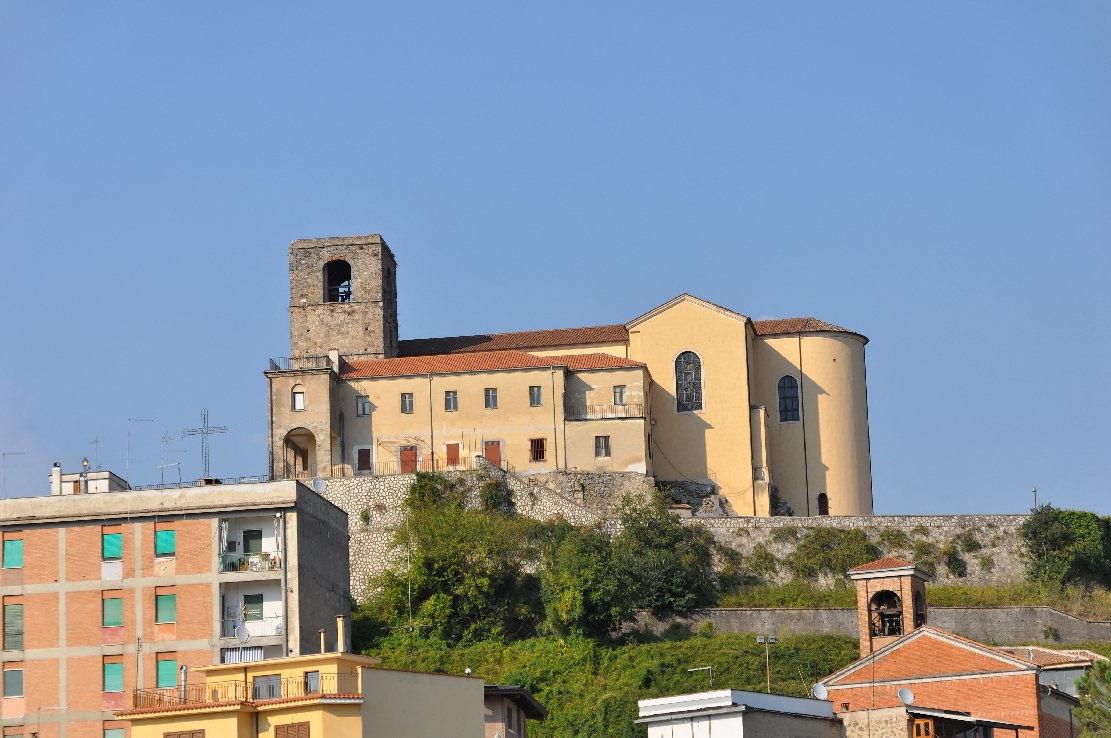
La concattedrale di San Bartolomeo a Pontecorvo.

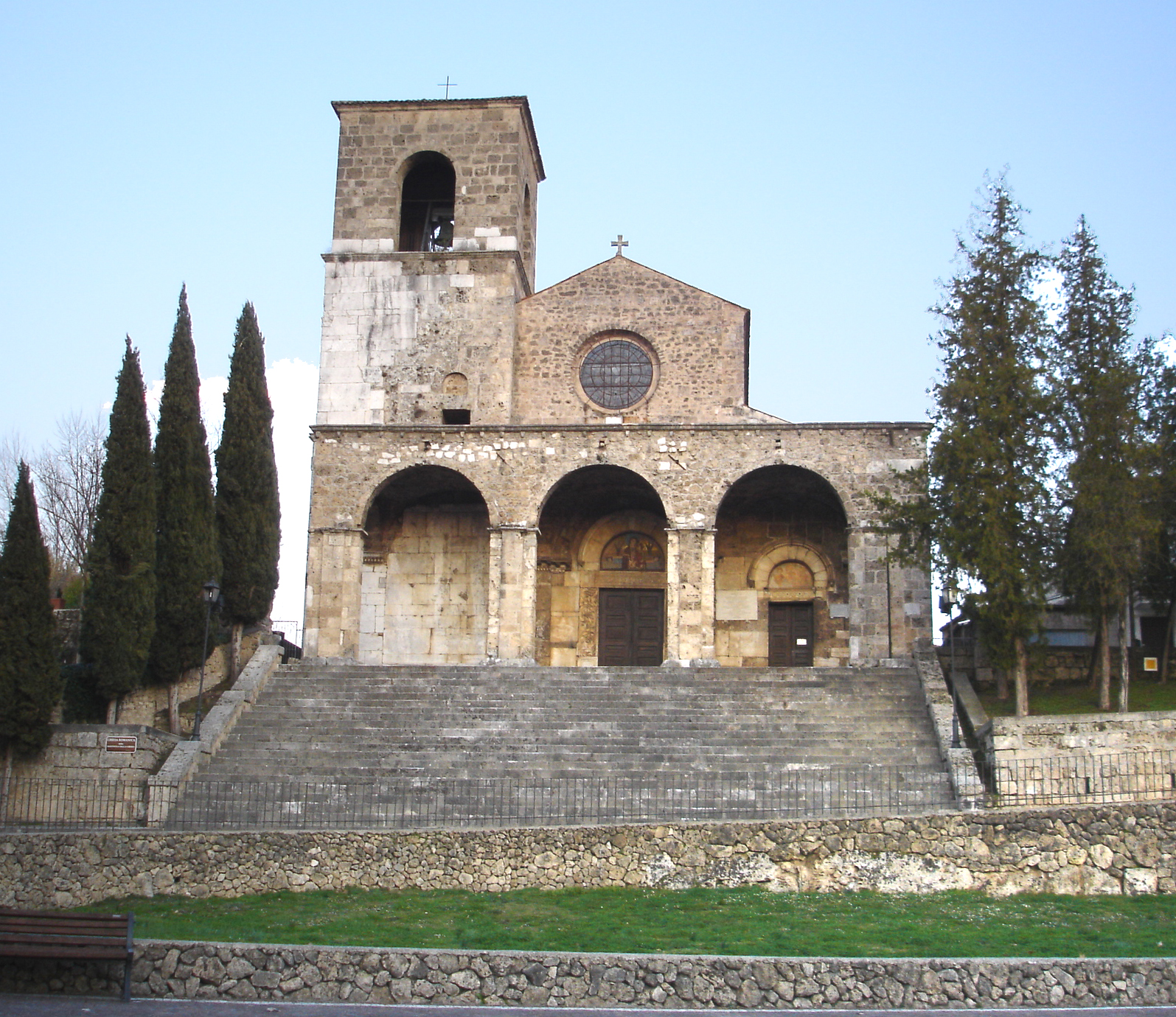
Il santuario di Santa Maria della Libera ad Aquino.

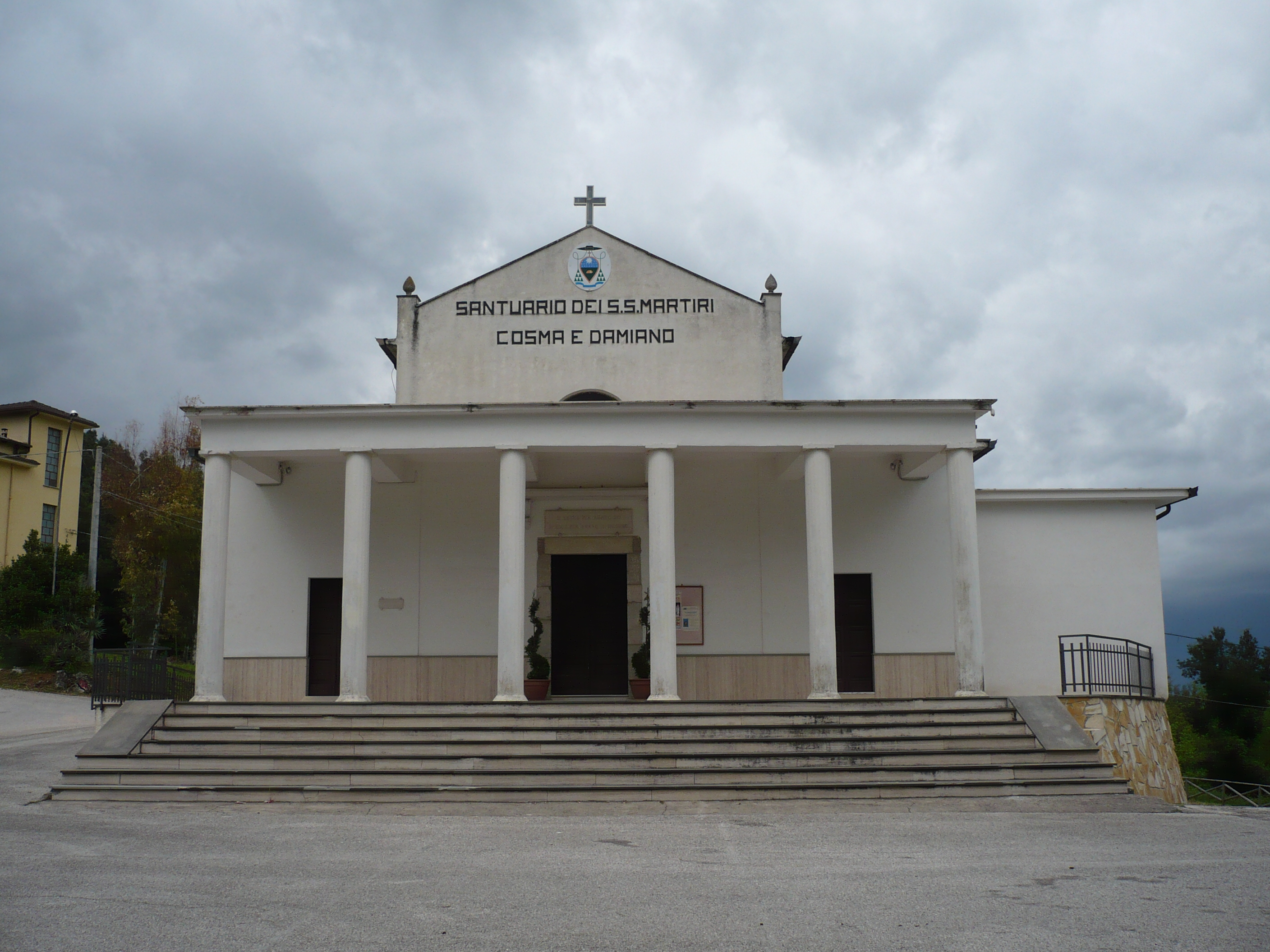
Il santuario dei Santi Cosma e Damiano a Pontecorvo.

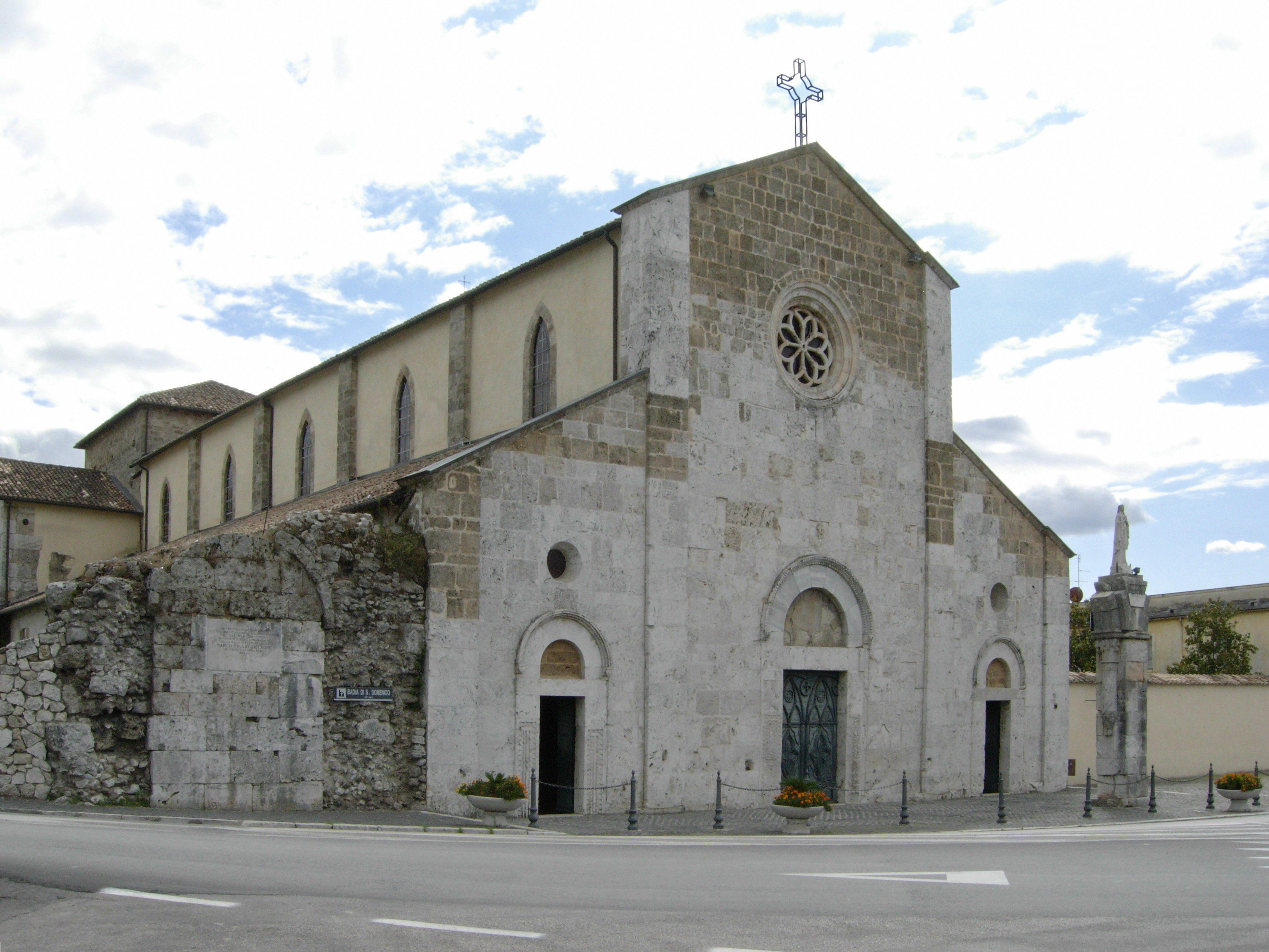
L'abbazia di San Domenico nei pressi di Sora, fondata nell'XI secolo da san Domenico abate.

La diocesi di Sora-Cassino-Aquino-Pontecorvo (in latino Dioecesis Sorana-Cassinensis-Aquinatensis-Pontiscurvi) è una sede della Chiesa cattolica in Italia immediatamente soggetta alla Santa Sede appartenente alla regione ecclesiastica Lazio. Nel 2023 contava 219.938 battezzati su 229.520 abitanti. È retta dal vescovo Gerardo Antonazzo.

## Territorio

### Comuni e province
La diocesi comprende la parte meridionale della provincia di Frosinone (media e bassa valle del Liri e valle di Comino), la valle Roveto nella provincia dell'Aquila, ovvero in Abruzzo e la parte nord della Campania. In totale abbraccia 52 comuni in provincia di Frosinone, 7 comuni in provincia dell'Aquila e 2 comuni in provincia di Caserta.
Provincia dell'Aquila (Abruzzo)
Balsorano, Canistro, Civita d'Antino, Civitella Roveto, Morino, Pescocanale (comune di Capistrello) e San Vincenzo Valle Roveto.
Provincia di Frosinone (Lazio)
Acquafondata, Alvito, Aquino, Arce, Arpino, Atina, Belmonte Castello, Broccostella, Campoli Appennino, Casalattico, Casalvieri, Cassino (eccetto l'abbazia di Montecassino), Castelliri, Castelnuovo Parano, Castrocielo, Cervaro, Colfelice, Colle San Magno, Esperia, Fontana Liri, Fontechiari, Gallinaro, Isola del Liri, Pescosolido, Picinisco, Pico, Piedimonte San Germano, Pignataro Interamna, Pontecorvo, Posta Fibreno, Rocca d'Arce, Roccasecca, Sant'Ambrogio sul Garigliano, Sant'Andrea del Garigliano, Sant'Apollinare, San Biagio Saracinisco, San Donato Val di Comino, Sant'Elia Fiumerapido, San Giorgio a Liri, San Giovanni Incarico, San Vittore del Lazio, Santopadre, Settefrati, Sora, Terelle, Vallemaio, Vallerotonda, Vicalvi, Villa Latina, Villa Santa Lucia, Villa Santo Stefano e Viticuso.
Provincia di Caserta (Campania)
San Pietro Infine e Rocca d'Evandro.

### Cattedrali e santuari
Sede vescovile è la città di Sora, dove si trova la cattedrale di Santa Maria Assunta. A Cassino, ad Aquino e a Pontecorvo sorgono le tre concattedrali diocesane, dedicate rispettivamente al Santissimo Salvatore, a Santa Maria Assunta e a San Germano Vescovo, ai Santi Costanzo e Tommaso d'Aquino e a San Bartolomeo.
Nel territorio si trovano inoltre cinque santuari diocesani:
- Pontecorvo: Santi Cosma e Damiano
- Settefrati: Maria Santissima di Canneto, basilica minore[3]
- Sora: Madonna della Figura
- Sant'Elia Fiumerapido: Maria Santissima delle Indulgenze
- Cervaro: Maria Santissima de Piternis

### Parrocchie e zone pastorali
Il territorio si estende su una superficie di 2 016 km² ed è suddiviso in 142 parrocchie, raggruppate in 8 zone pastorali.

## Storia
L'odierna diocesi è frutto dell'unione, sancita nel 1986, di tre precedenti sedi: Sora e Aquino, entrambe attestate dal V secolo, e Pontecorvo, eretta nel 1725. Alla diocesi sono state annesse nel 2014 tutte le parrocchie che facevano parte dell'abbazia territoriale di Montecassino.

### Aquino e Pontecorvo
Incerta è l'epoca della nascita e della diffusione del cristianesimo ad Aquino e nel suo territorio. Di certo esisteva una comunità cristiana aquinate tra la fine del IV secolo e gli inizi del V, come attestano i carmi i san Paolino di Nola, che parlano di gruppi di pellegrini che da Aquino giungevano a Nola per venerare la tomba di san Felice.
La diocesi di Aquino è attestata per la prima volta nella seconda metà del V secolo. Primo vescovo noto è Costantino, presente al sinodo romano indetto da papa Ilario nel 465 e al sinodo lateranense celebrato da papa Felice III nel 487. Segue Asterio, che prese parte ai concili simmachiani del 501 e del 502. Il terzo vescovo aquinate è san Costanzo, patrono della diocesi, vissuto verso la metà del VI secolo e di cui parla Gregorio Magno nei suoi Dialoghi, come i suoi due immediati successori, Andrea e Giovino.
Lo stesso pontefice riferisce che dopo Giovino la chiesa aquinate rimase vacante, in concomitanza con l'invasione longobarda della regione. La vacanza della sede dovette durare a lungo, perché non sono più conosciuti vescovi di Aquino fino al X secolo. Nel 966 Aquino appare nell'elenco delle diocesi suffraganee della sede metropolitana di Capua, istituita da papa Giovanni XIII; tuttavia questa suffraganeità fu effimera, perché già nel secolo successivo i vescovi aquinati appaiono consacrati dai papi di Roma, come Martino nel 1060 e Leone nel 1074.
Complessa è la storia della cattedrale di Aquino e delle sue diverse ubicazioni. Una prima cattedrale, intitolata a San Pietro, si trovava nel Capitolium della città antica ed è documentata per la prima volta nel 1094. È nota poi una seconda cattedrale intitolata a San Costanzo nel XII secolo, e una terza di nuovo intitolata a San Pietro nel XVI secolo; una quarta cattedrale venne costruita agli inizi del Settecento dal vescovo Giuseppe De Carolis, e venne distrutta durante i bombardamenti del 1944; l'attuale cattedrale fu ricostruita in luogo diverso dalla precedente, più ampio, e consacrata il 19 ottobre 1963 e il 17 gennaio 1974 elevata alla dignità e al grado di basilica minore.
A partire da Flaminio Filonardi (1579-1608) i vescovi di Aquino posero la loro residenza a Pontecorvo a causa dell'insalubrità dell'aria aquinate e della mancanza di un palazzo vescovile, che si affettarono a costruire nella nuova sede. Il 16 gennaio 1581 Filonardi celebrò nella collegiata San Bartolomeo di Pontecorvo il primo sinodo diocesano per l'attuazione delle riforme volute dal concilio di Trento; altri sinodi furono indetti dai vescovi Francesco Antonio Spadea nel 1744 e nel 1747, e da Giacinto Sardi nel 1785. Si deve a Filonardi l'apertura a Pontecorvo del seminario vescovile il 17 novembre 1583.
Il 23 giugno 1725 in forza della bolla In excelsa di papa Benedetto XIII fu eretta la diocesi di Pontecorvo che contestualmente venne unita aeque principaliter alla diocesi di Aquino. Fino alla prima metà dell'Ottocento spettava al capitolo della cattedrale di Aquino di nominare il vicario capitolare di Pontecorvo, durante la vacanza della sede, privilegio che papa Gregorio XVI concesse poi al capitolo di Pontecorvo. La cattedrale di Pontecorvo, documentata per la prima volta nel 1052, fu distrutta durante la seconda guerra mondiale; la nuova, edificata nel dopoguerra, fu elevata al rango di basilica minore da papa Pio XII nel 1958.
Con l'elevazione di Pontecorvo a sede vescovile, i vescovi di Aquino ottennero di poter trasferire la loro sede a Roccasecca, privilegio che fu concesso da papa Benedetto XIV con un breve apostolico del 22 agosto 1742; nella stessa città fu edificato un nuovo palazzo vescovile e il nuovo seminario della diocesi aquinate.
Agli inizi dell'Ottocento le sedi unite di Aquino e Pontecorvo comprendevano i seguenti centri: Aquino, Arce, Castrocielo, Colle San Magno, Palazzolo, Isoletta (frazione di Arce), Pico, Piedimonte San Germano, Villa Santa Lucia, Pontecorvo, Sant'Oliva (frazione di Pontecorvo), Roccaguglielma, San Pietro in Curolis, Monticelli, Roccasecca, San Giovanni Incarico, Santopadre e Terelle.
Il 25 aprile 1973, con la lettera apostolica Cum Sanctus Thomas Aquinas, papa Paolo VI ha confermato San Tommaso d'Aquino patrono principale della città e della diocesi di Aquino.
Al momento della piena unione (1986), la diocesi di Aquino comprendeva 23 parrocchie nei comuni di Aquino (1), Arce (2), Castrocielo (1), Colfelice (2), Colle San Magno (1), Esperia (3), Pico (1), Piedimonte San Germano (2), Rocca d'Arce (1), Roccasecca (4), San Giovanni Incarico (1), Santopadre (1), Terelle (1) e Villa Santa Lucia (2). Alla stessa occasione, la diocesi di Pontecorvo comprendeva 8 parrocchie, tutte nel comune di Pontecorvo, di cui 6 nella città sede comunale, e 2 nelle frazioni di Ravano e Sant'Oliva.

### Sora
La diffusione del Cristianesimo in quest'area viene tradizionalmente fatta risalire ai tempi apostolici o ai primi secoli cristiani, come attestato dalle passioni dei santi Giuliano e Restituta, che avrebbero subito il martirio nel II e nel III secolo. Controversa è l'attribuzione alla sede di Sora del vescovo sant'Amasio, riconosciuto come protovescovo sia a Sora nel III secolo che a Teano nel IV secolo.
La prima notizia storicamente documentata sulla diocesi di Sora risale alla fine del V secolo con il vescovo Giovanni, che fu destinatario di una lettera di papa Gelasio I (492-496). Suo probabile successore è il vescovo Sebastiano, che prese parte ai concili simmachiani del 501 e del 502. Dopo Valeriano, che partecipò al concilio di papa Agatone del 680, non sono più noti vescovi di Sora fino alla fine del X secolo, a causa delle varie distruzioni subite dalla città, a partire da quella dei Longobardi, di cui parla Gregorio Magno nei suoi scritti.
Nel 966 Sora appare nell'elenco delle diocesi suffraganee della sede metropolitana di Capua, istituita da papa Giovanni XIII; nel secolo successivo tuttavia, Giovanni fu consacrato vescovo di Sora da papa Gregorio VII (1073/74) e nel Liber Censuum della Chiesa di Roma della fine del XII secolo, Sora è compresa tra le diocesi immediatamente soggette alla Santa Sede, status mantenuto fino ad oggi.
Nell'XI secolo i monaci benedettini contribuirono alla rinascita religiosa del territorio. Tre vescovi di Sora, Palombo, Giovanni e Roffredo, furono monaci cassinesi. Inoltre, nel 1011 san Domenico fondò nei pressi di Sora l'abbazia benedettina che oggi porta il suo nome.
Un privilegio concesso da papa Pasquale II nel 1110 definisce i confini della diocesi di Sora, il cui territorio «si articolava intorno alla valle di Comino, Arpino, Sora, e la valle Roveto in Abruzzo».
Probabilmente nel XII secolo a Sora fu annessa la soppressa diocesi di Atina, la quale tuttavia appare in un privilegio del 1195 tra le prepositure sottoposte all'abbazia di Montecassino.
Il 9 ottobre 1155 fu solennemente consacrata da papa Adriano IV la cattedrale di Sora, che già l'anno successivo subì uno spaventoso incendio, primo di numerosi incidenti che rovinarono o distrussero in più occasioni l'edificio, ultimi il terremoto del 1915 e l'incendio dell'anno successivo.
Il vescovo Guido (ante 1229 - post 1244) fu uno dei più importanti personaggi della storia di Sora. Osò affrontare le ire dell'imperatore Federico II che assediò e distrusse la città nel 1229: vescovo e soldato, non esitò ad unirsi al suo popolo per fiaccare la tracotanza dell'imperatore svevo. Morì anch'egli fuggiasco come buona parte del popolo sorano.
A partire dal XVI secolo, i vescovi sorani si applicarono per attuare in diocesi le riforme volute dal concilio di Trento. Il vescovo Tommaso Gigli fondò ufficialmente il seminario diocesano il 7 giugno 1565 alloggiato in alcuni locali del palazzo vescovile; spettò a Girolamo Giovannelli la costruzione di una nuova struttura, inaugurata nel 1618. Al Giovannelli si deve anche la celebrazione di un sinodo diocesano e la visita pastorale della diocesi.
Le visite pastorali aiutano a definire le chiese e il territorio della città e della diocesi. «In Sora erano presenti cinque parrocchie: la cattedrale, Santa Restituta, San Bartolomeo dove era stato battezzato il futuro cardinale Cesare Baronio (1538-1607), San Giovanni Battista, San Silvestro; quindi tre importanti comunità di regolari: i conventuali nella chiesa di San Francesco, i cappuccini nella chiesa della Madonna degli Angeli, il collegio dei gesuiti con la chiesa di Santo Spirito.»

### Le sedi unite
Il 27 giugno 1818 con la bolla De utiliori di papa Pio VII anche la diocesi di Sora fu unita aeque principaliter a quelle di Aquino e Pontecorvo; nei documenti pontifici la diocesi assume il nome di "diocesi di Aquino, Sora e Pontecorvo". Il vescovo pose la sua sede a Sora.
Il 30 settembre 1986, con il decreto Instantibus votis della Congregazione per i vescovi le tre sedi sono state unite con la formula in plena unione e la nuova circoscrizione ecclesiastica sorta dall'unione ha assunto il nome di "diocesi di Sora-Aquino-Pontecorvo".
Il 23 ottobre 2014 in forza del decreto Ad Cassinum Montem della Congregazione per i vescovi la diocesi ha incorporato oltre 50 parrocchie appartenute all'abbazia territoriale di Montecassino e presenti nei comuni di Cassino, Pignataro Interamna, Sant'Elia Fiumerapido, Vallerotonda, Acquafondata, Viticuso, Sant'Apollinare, Castelnuovo Parano, Sant'Ambrogio sul Garigliano, Sant'Andrea del Garigliano, Vallemaio, San Giorgio a Liri, Atina, Villalatina, San Biagio Saracinisco, Belmonte Castello, Cervaro, San Vittore del Lazio, Rocca d'Evandro, San Pietro Infine; contestualmente la diocesi ha assunto il nome attuale.
Il 9 luglio 2018 in virtù del decreto Ut spirituali della Congregazione per i vescovi la chiesa madre di Cassino è stata elevata alla dignità di concattedrale.

## Cronotassi dei vescovi
Si omettono i periodi di sede vacante non superiori ai 2 anni o non storicamente accertati.

### Vescovi di Sora
- Sant'Amasio ? †[10][18]
- Giovanni † (menzionato nel 492/496)
- Sebastiano † (prima del 501 - dopo il 502)[19]
- Valeriano † (menzionato nel 680)
- Leone I † (menzionato nel 979)[20]
- Leone II † (menzionato nel 1050)[20]
- Palombo, O.S.B. † (prima del 1059 - dopo il 1º ottobre 1071)[20][21]
- Giovanni Ostiense (o Marsicano), O.S.B. † (1073/1074 - 12 settembre 1086 deceduto)[20]
- Roffredo, O.S.B. † (prima di novembre 1090 - dopo febbraio 1110?)[20][22]
- Goffredo † (prima del 1116- dopo il 1156)[22]
- Landolfo, O.S.B. † (? - 1162 deceduto)
  - Corrado di Wittelsbach † (menzionato nel 1167) (amministratore apostolico)
- Gionata † (prima del 1179 - dopo il 1180)[23][24]
- Pandulfo † (prima del 1188 - dopo il 1217)[23]
- Anonimo † (circa 1220/1221 - dopo il 1222)[23]
- Guido † (prima del 1229 - dopo il 1244)[23]
- Pietro Gaetani † (1251/1252[23] - 28 maggio 1252 nominato vescovo di Todi)
- Luca † (20 dicembre 1253 - dopo il 1255)[23]
- Anonimo † (menzionato nel 1264)[23]
- Pietro Gerra † (20 aprile 1267 - 2 agosto 1278 nominato vescovo di Rieti)
- Andrea Perro † (9 giugno 1279 - 27 luglio 1286 nominato vescovo di Rieti)
  - Pietro Gerra † (1286 - 1295 dimesso) (amministratore apostolico)
- Nicola † (prima di novembre 1295 - 9 agosto 1296 nominato vescovo di Teano)
- Andrea Masarone † (9 agosto 1296 - dopo il 1321 deceduto)
- Giacomo † (24 novembre 1323 - 1355 deceduto)
- Angelo Ricasoli † (4 settembre 1355 - 6 marzo 1357 nominato vescovo di Aversa)
- Andrea † (19 marzo 1358 - 1364 deceduto)
- Martino † (23 dicembre 1364 - 29 gennaio 1378 nominato vescovo di Tricarico)
- Pietro Corsario † (29 gennaio 1378 - 1397 deceduto)[25]
  - Raimondo Venato † (15 gennaio 1379 - ?) (antivescovo)
- Cola Francesco † (11 aprile 1397 - 1399 deceduto)
- Giacomo d'Antiochia, O.F.M. † (1º ottobre 1399 - 27 febbraio 1404 nominato vescovo di Assisi)
- Antonio da Porciano † (27 febbraio 1404 - 1406)
- Giacomo d'Antiochia, O.F.M. † (29 ottobre 1406 - 1420 deceduto) (per la seconda volta)
- Giovanni da Montenero † (30 ottobre 1420 - 1432 ? deceduto)
- Antonio Novelli † (5 ottobre 1433 - ?)
- Angelo Lupi † (10 ottobre 1463 - 4 settembre 1471 nominato vescovo di Tivoli)
- Giacomo † (4 settembre 1471 - ?)
- Pietro Lupi † (16 settembre 1479 - ? dimesso)
- Matteo Mancini † (7 giugno 1503 - 1505 deceduto)
- Giacomo de Massimi † (8 agosto 1505 - 12 dicembre 1511 nominato vescovo di Cittaducale)
- Bernardo Ruggieri † (12 dicembre 1511 - 1530 dimesso)
- Adriano Mascheroni † (21 ottobre 1530 - 1531 deceduto)
- Bartolomeo Ferratini † (8 novembre 1531 - 14 gennaio 1534 nominato vescovo di Chiusi)
  - Alessandro Farnese seniore † (19 gennaio 1534 - 8 giugno 1534 dimesso, poi eletto papa con il nome di Paolo III) (amministratore apostolico)
- Eliseo Teodino † (8 giugno 1534 - 1561 dimesso)
  - Alessandro Farnese iuniore † (1561 - 1561 dimesso) (amministratore apostolico)
- Tommaso Gigli † (24 ottobre 1561 - 12 novembre 1576 nominato vescovo di Piacenza)
  - Alessandro Farnese iuniore † (1577 - 1577 dimesso) (amministratore apostolico)
- Giovanbattista Maremonti † (14 agosto 1577 - 1578 deceduto)
- Orazio Ciceroni † (17 marzo 1578 - 31 luglio 1591 nominato vescovo di Ferentino)
- Marco Antonio Salomone † (31 luglio 1591 - 1608 dimesso)
- Giulio Calvi † (11 febbraio 1608 - 1608 deceduto)
- Michele Consoli, C.R. † (12 gennaio 1609 - 21 luglio 1609 deceduto)
- Girolamo Giovannelli † (31 agosto 1609 - luglio 1632 deceduto)
- Paolo Benzoni, C.R.L. † (20 settembre 1632 - 1637 deceduto)
- Felice Tamburelli † (1º marzo 1638 - 1656 deceduto)
- Agostino De Bellis, C.R. † (15 gennaio 1657 - ottobre 1659 deceduto)
- Maurizio Piccardi † (12 gennaio 1660 - 10 marzo 1675 deceduto)
- Marco Antonio Pisanelli † (30 settembre 1675 - 13 luglio 1680 deceduto)
- Tommaso Guzoni, C.O. † (13 gennaio 1681 - 5 dicembre 1702 dimesso)
- Matteo Gagliani † (15 gennaio 1703 - settembre 1717 deceduto)
- Gabriele De Marchis † (10 gennaio 1718 - ottobre 1734 deceduto)
- Scipione Sersale † (27 giugno 1735 - 3 febbraio 1744 nominato vescovo di Lecce)
- Nicolò Cioffi † (13 aprile 1744 - 19 febbraio 1748 nominato arcivescovo di Amalfi)
- Antonio Correale † (15 luglio 1748 - agosto 1764 deceduto)
- Tommaso Taglialatela † (4 febbraio 1765 - 29 dicembre 1767 deceduto)
- Giuseppe Maria Sisto y Britto, C.R. † (14 marzo 1768 - 10 febbraio 1796 deceduto)
- Agostino Colaianni † (18 dicembre 1797 - 1814 deceduto)
  - Sede vacante (1814-1818)

### Vescovi di Aquino
- Costantino † (prima del 465 - dopo il 487)
- Asterio † (prima del 501 - dopo il 502)
- San Costanzo d'Aquino † (prima del 546 - 561/574 deceduto)[26]
- Andrea † (circa 561/574 - prima del 577 o 590)[27]
- Giovino † (menzionato nel 577 o 590)[28]
  - Sede vacante
- Lorenzo? † (X secolo)
- Adelgesio † (menzionato nel 985)[29]
- Angelo, O.S.B. † (circa 1049 - 1059 deposto)[30]
- Martino, O.S.B. † (circa 1060 - dopo ottobre 1071)[31]
- Leone † (circa 1073[32] - dopo il 1076)
- Lando I, O.S.B. †[33]
- Ingilberto (o Gilberto) † (prima del 1101 - dopo giugno 1109)[34]
- Azzo † (menzionato nel 1118)
- Guarino † (menzionato nel 1148)[35]
- Rainaldo, O.S.B. † (documentato dal 1156 al 1192)[35]
- Goffredo, O.S.B. †[36]
- Gregorio I, O.S.B.Vall. † (documentato dal 1197 al 1205)[35]
- Gregorio II, O.S.B. † (documentato dal 1206 al 1221)[35]
- Anonimi † (menzionati nel 1225[37], 1227, 1229 e 1234)[35] (eventualmente Roberto di Nantes[38])
- Lando II † (menzionato nel 1237)[35]
- Pietro da Sant'Elia † (26 febbraio 1251 - 21 settembre 1271 deceduto)
- Gentile † (menzionato nel 1274)[35]
- Giovanni I, O.S.B. † (documentato dal 1276 al 1287)[35]
- Bernardo, O.S.B. † (1294 - 12 dicembre 1295 nominato vescovo di Fano)
- Guglielmo de Martinis † (28 marzo 1295 - ? deceduto)
- Lamberto, O.F.M. † (25 maggio 1297 - 1309 deceduto)
- Tommaso † (20 giugno 1309 - 1313 deceduto)
- Leonardo "Ammavavengo" † (8 ottobre 1313 - 1340 deceduto)
- Giacomo Falconieri † (16 luglio 1342 - 10 novembre 1348 nominato vescovo di Bitonto)
- Tommaso da Boiano, O.F.M. † (30 marzo 1349 - 1354)[39]
- Guglielmo † (15 ottobre 1354 - ? deceduto)
- Antonio di Pontecorvo † (5 marzo 1360 - ? deceduto)
- Giovanni II di Pontecorvo † (13 aprile 1375 - circa 1380 deposto)[40]
- Antonio Arcioni † (1380 - 6 febbraio 1387 nominato vescovo di Ascoli Piceno)
  - Lorenzo, O.F.M. † (28 maggio 1387 - 1388 deceduto) (antivescovo)
  - Giovanni III † (2 dicembre 1388 - ?) (antivescovo)
- Giacomo d'Antiochia † (13 febbraio 1387 - 1º ottobre 1399 nominato vescovo di Sora)
- Giovanni III[41] † (30 agosto 1399 - ? deceduto) (per la seconda volta)
- Giacomo "de Briciis" da Cave † (13 novembre 1420 - 7 luglio 1424 nominato vescovo di Spoleto)
- Francesco de Tedallinis, O.F.M. † (7 luglio 1424 - 1430 deceduto)
- Luca Alberini † (13 ottobre 1430 - 1º agosto 1452 deceduto)
- Antonio † (4 agosto 1452 - ? deceduto)
- Roberto Caracciolo, O.F.M. † (25 ottobre 1475 - 8 marzo 1484 nominato vescovo di Lecce)
- Salvatore †[42]
- Roberto Caracciolo, O.F.M. † (18 luglio 1485 - 6 maggio 1495 deceduto) (per la seconda volta)
  - Bernardino Lonati † (10 luglio 1495 - 13 novembre 1495 dimesso) (amministratore apostolico)
- Battista del Bufalo † (13 novembre 1495 - dopo il 17 giugno 1513 deceduto)
- Giacomo Gherardi † (17 dicembre 1513 - settembre 1516 deceduto)
- Mario Maffei † (5 novembre 1516 - 9 settembre 1524 nominato vescovo di Cavaillon)
- Antonio De Corrago † (7 aprile 1525 - 1528 deceduto)
- Innico D'Avalos, O.S.B.Oliv. † (4 settembre 1528 - 1543 deceduto)
- Galeazzo Florimonte † (4 maggio 1543 - 22 ottobre 1552 nominato vescovo di Sessa Aurunca)
- Adriano Fuscone † (22 ottobre 1552 - 1579 deceduto)
- Giovanni Luigi Guarini † (30 marzo 1579 - novembre 1579 deceduto)
- Flaminio Filonardi † (13 novembre 1579 - 12 settembre 1608 deceduto)
- Filippo Filonardi † (24 novembre 1608 - 18 maggio 1615 dimesso)
- Alessandro Filonardi † (18 maggio 1615 - 21 gennaio 1645 deceduto)
- Angelo Maldachini, O.P. † (15 maggio 1645 - 19 novembre 1646 nominato vescovo di San Severino Marche)
- Francesco Antonio Depace † (3 dicembre 1646 - 1655 deceduto)
- Marcello Filonardi † (11 ottobre 1655 - 24 maggio 1689 deceduto)
- Giuseppe Ferrari † (17 aprile 1690 - 11 maggio 1699 deceduto)
- Giuseppe De Carolis † (5 settembre 1699 - 25 giugno 1725 nominato vescovo di Aquino e Pontecorvo)

### Vescovi di Aquino e Pontecorvo
- Giuseppe De Carolis † (25 giugno 1725 - 5 gennaio 1742 deceduto)[43]
- Francesco Antonio Spadea † (22 gennaio 1742 - 14 aprile 1751 dimesso)
- Giacinto Sardi † (5 luglio 1751 - 25 settembre 1786 deceduto)
  - Sede vacante (1786-1792)
- Antonio Siciliani † (27 febbraio 1792 - 16 febbraio 1795 deceduto)
  - Sede vacante (1795-1798)
- Giuseppe Maria De Mellis † (29 gennaio 1798 - circa 1814 deceduto)
  - Sede vacante (1814-1818)

### Vescovi di Aquino, Sora e Pontecorvo
- Andrea Lucibello † (29 marzo 1819 - 9 marzo 1836 dimesso)
- Giuseppe Maria Mazzetti, O.Carm. † (11 luglio 1836 - 5 febbraio 1838 dimesso[44])
- Giuseppe Montieri † (13 settembre 1838 - 12 novembre 1862 deceduto)
  - Sede vacante (1862-1871)
- Paolo de Niquesa † (27 ottobre 1871 - 26 marzo 1879 deceduto)
- Ignazio Persico, O.F.M.Cap. † (26 marzo 1879 succeduto - 5 marzo 1887 dimesso[45])
- Raffaele Sirolli † (14 marzo 1887 - 14 dicembre 1899 dimesso[46])
- Luciano Bucci, O.F.M. † (14 dicembre 1899 - 14 ottobre 1900 deceduto)
- Antonio Maria Iannotta † (17 dicembre 1900 - 5 dicembre 1933 deceduto)
- Agostino Mancinelli † (5 dicembre 1933 succeduto - 15 aprile 1936 nominato arcivescovo di Benevento)
- Michele Fontevecchia † (15 giugno 1936 - 19 aprile 1952 dimesso[47])
- Biagio Musto † (19 aprile 1952 succeduto - 9 aprile 1971 deceduto)
- Carlo Minchiatti † (29 maggio 1971 - 6 agosto 1982 nominato arcivescovo di Benevento)
- Lorenzo Chiarinelli † (21 gennaio 1983 - 30 settembre 1986 nominato vescovo di Sora-Aquino-Pontecorvo)

### Vescovi di Sora-Aquino-Pontecorvo
- Lorenzo Chiarinelli † (30 settembre 1986 - 27 marzo 1993 nominato vescovo di Aversa)
- Luca Brandolini, C.M. (2 settembre 1993 - 19 giugno 2009 ritirato)
- Filippo Iannone, O.Carm. (19 giugno 2009 - 31 gennaio 2012 nominato vicegerente della diocesi di Roma)[48]
- Gerardo Antonazzo (22 gennaio 2013 - 23 ottobre 2014 nominato vescovo di Sora-Cassino-Aquino-Pontecorvo)

### Vescovi di Sora-Cassino-Aquino-Pontecorvo
- Gerardo Antonazzo, dal 23 ottobre 2014

## Vescovi oriundi della diocesi
- Giovanni D'Ercole, F.D.P. (Morino, 5 ottobre 1947)
- Edoardo Facchini (Sora, 2 gennaio 1886 – Roma, 21 ottobre 1962)
- Giuseppe Rosati, C.M. (Sora, 12 gennaio 1789 – Roma, 25 settembre 1843)

## Comunità religiose

### Religiose
Elenco delle comunità religiose femminili presenti in diocesi:
- Aquino
  - Suore Missionarie della Fede;
- Arce
  - Suore dei Sacri Cuori di Gesù e Maria;
- Arpino
  - Monache benedettine;
  - Suore della Carità;
- Balsorano
  - Suore Missionarie della Fede;
- Carnello
  - Suore Operaie di Gesù;
- Casalvieri
  - Suore dell'apostolato cattolico;
- Castrocielo
  - Suore della Sacra Famiglia
- Isola del Liri
  - Suore della Carità;
  - Suore Clarisse Apostoliche;
  - Piccole Francescane della Chiesa;
  - Povere figlie della Visitazione di Maria Santissima;
- Isoletta d'Arce
  - Suore della Carità;
- Meta
  - Suore Missionarie della Fede;
- Pescosolido
  - Suore Piccole Ancelle del Sacro Cuore;
- Piedimonte San Germano
  - Suore Carmelitane Teresiane;
- Pontecorvo
  - Suore Figlie del Sacro Cuore;
  - Suore Nostra Signora del Monte Calvario;
- Roccasecca
  - Suore Missionarie della Fede;
- San Giovanni Incaricato
  - Suore Nostra Signora del Monte Calvario;
- Sora
  - Suore adoratrici del Sangue di Cristo;
  - Suore della Carità;
  - Piccole Francescane della Chiesa.
- Cassino
  - Suore Povere Figlie delle Sacre Stimmate (Stigmatine)
  - Suore della Carità
  - Benedettine S. Maria della Rupe
- Sant'Elia Fiumerapido
  - Suore Adoratrici del Sangue di Cristo
- San Giorgio a Liri
  - Suore Ancelle del Sacro Cuore

### Religiosi
Elenco delle comunità religiose maschili presenti in diocesi:
- Arce
  - Missionari della Fede;
- Arpino
  - Missionari Identes;
- Esperia
  - Padri Trinitari;
- Pontecorvo
  - Padri Dottrinari;
  - Padri Passionisti;
- Sora
  - Monaci Cistercensi;
  - Padri Passionisti;
- Vicalvi
  - Frati Minori Conventuali;
- Villa Santa Lucia
  - Frati francescani dell'Immacolata;
- Sant'Elia Fiumerapido
  - Frati francescani dell'Immacolata.

## Statistiche
La diocesi nel 2023 su una popolazione di 229.520 persone contava 219.938 battezzati, corrispondenti al 95,8% del totale.
| anno                                      | popolazione | popolazione | popolazione | presbiteri | presbiteri | presbiteri | presbiteri                | diaconi | religiosi | religiosi | parrocchie |
| anno                                      | battezzati  | totale      | %           | numero     | secolari   | regolari   | battezzati per presbitero | diaconi | uomini    | donne     | parrocchie |
| ----------------------------------------- | ----------- | ----------- | ----------- | ---------- | ---------- | ---------- | ------------------------- | ------- | --------- | --------- | ---------- |
| Diocesi di Aquino, Sora e Pontecorvo      |             |             |             |            |            |            |                           |         |           |           |            |
| 1950                                      | ?           | 191.000     | ?           | 159        | 159        |            | ?                         |         | 51        | 239       | 88         |
| 1959                                      | 167.686     | 167.721     | 100,0       | 174        | 130        | 44         | 963                       |         | 53        | 280       | 98         |
| 1970                                      | 150.184     | 150.520     | 99,8        | 169        | 121        | 48         | 888                       |         | 65        | 268       | 103        |
| 1980                                      | 155.900     | 157.150     | 99,2        | 159        | 119        | 40         | 980                       |         | 57        | 248       | 106        |
| Diocesi di Sora-Aquino-Pontecorvo         |             |             |             |            |            |            |                           |         |           |           |            |
| 1990                                      | 156.547     | 156.717     | 99,9        | 145        | 102        | 43         | 1.079                     |         | 48        | 232       | 91         |
| 1999                                      | 151.996     | 153.550     | 99,0        | 124        | 91         | 33         | 1.225                     | 6       | 36        | 199       | 91         |
| 2000                                      | 152.351     | 153.772     | 99,1        | 124        | 91         | 33         | 1.228                     | 6       | 36        | 192       | 91         |
| 2001                                      | 151.636     | 153.019     | 99,1        | 122        | 92         | 30         | 1.242                     | 9       | 34        | 195       | 91         |
| 2002                                      | 152.146     | 153.520     | 99,1        | 117        | 88         | 29         | 1.300                     | 9       | 31        | 181       | 91         |
| 2003                                      | 151.779     | 153.379     | 99,0        | 112        | 85         | 27         | 1.355                     | 9       | 29        | 175       | 91         |
| 2004                                      | 151.100     | 152.893     | 98,8        | 107        | 77         | 30         | 1.412                     | 17      | 34        | 155       | 91         |
| 2010                                      | 151.932     | 154.855     | 98,1        | 109        | 91         | 18         | 1.393                     | 17      | 19        | 175       | 91         |
| 2013                                      | 154.200     | 157.100     | 98,2        | 94         | 76         | 18         | 1.640                     | 16      | 19        | 159       | 91         |
| Diocesi di Sora-Cassino-Aquino-Pontecorvo |             |             |             |            |            |            |                           |         |           |           |            |
| 2014                                      | 232.900     | 235.750     | 98,8        | 142        | 116        | 26         | 1.640                     | 19      | 26        | 181       | 144        |
| 2017                                      | 230.750     | 234.135     | 98,6        | 138        | 109        | 29         | 1.672                     | 17      | 29        | 170       | 145        |
| 2020                                      | 223.302     | 229.738     | 97,2        | 136        | 112        | 24         | 1.641                     | 19      | 24        | 169       | 140        |
| 2022                                      | 221.572     | 229.151     | 96,7        | 117        | 99         | 18         | 1.893                     | 19      | 42        | 140       | 142        |
| 2023                                      | 219.938     | 229.520     | 95,8        | 121        | 96         | 25         | 1.817                     | 18      | 50        | 137       | 142        |

### Per la sede di Sora
- (LA) Ferdinando Ughelli, Italia sacra, vol. I, seconda edizione, Venezia, 1717,  coll. 1243-1249.
- Vincenzio d'Avino, Cenni storici sulle chiese arcivescovili, vescovili e prelatizie (nullius) del Regno delle Due Sicilie, Napoli, 1848,  pp. 638–640.
- Giuseppe Cappelletti, Le Chiese d'Italia della loro origine sino ai nostri giorni, vol. XXI, Venezia, 1870,  pp. 357–364.
- Francesco Lanzoni, Le diocesi d'Italia dalle origini al principio del secolo VII (an. 604), vol. I, Faenza, 1927,  pp. 170–172.
- Crescenzo Marsella, I vescovi di Sora, Sora, Tipografia Vincenzo D'Amico, 1934.
- (LA) Paul Fridolin Kehr, Italia Pontificia, VIII, Berolini, 1935,  pp. X, 100-104 (archiviato dall'url originale il 29 settembre 2015).
- (DE) Norbert Kamp, Kirche und Monarchie im staufischen Königreich Sizilien. Prosopographische Grundlegung. Bistümer und Bischöfe des Königreichs 1194-1266, 1. Abruzzen und Kampanien, München, 1973,  pp. 97–106.
- (LA) Pius Bonifacius Gams, Series episcoporum Ecclesiae Catholicae, Graz, 1957,  p. 925.
- (LA)  Konrad Eubel, Hierarchia Catholica Medii Aevi, vol. 1, p. 458; vol. 2, pp. XXXVIII, 240; vol. 3, p. 302; vol. 4, pp. 319–320; vol. 5, pp. 360–361; vol. 6, pp. 384–385.

### Per le sedi di Aquino e di Pontecorvo
- (LA) Ferdinando Ughelli, Italia sacra, vol. I, seconda edizione, Venezia, 1717,  coll. 394-402.
- Pasquale Cayro, Storia sacra e profana di Aquino e sua diocesi, 2 volumi, Napoli, 1808-1811.
- Vincenzio d'Avino, Cenni storici sulle chiese arcivescovili, vescovili e prelatizie (nullius) del Regno delle Due Sicilie, Napoli, 1848,  pp. 29–30.
- Giuseppe Cappelletti, Le Chiese d'Italia della loro origine sino ai nostri giorni, vol. XXI, Venezia, 1870,  pp. 351–357.
- Francesco Lanzoni, Le diocesi d'Italia dalle origini al principio del secolo VII (an. 604), vol. I, Faenza, 1927,  p. 172.
- (LA) Paul Fridolin Kehr, Italia Pontificia, VIII, Berolini, 1935,  pp. X, 105-108 (archiviato dall'url originale il 29 settembre 2015).
- (DE) Norbert Kamp, Kirche und Monarchie im staufischen Königreich Sizilien. Prosopographische Grundlegung. Bistümer und Bischöfe des Königreichs 1194-1266, 1. Abruzzen und Kampanien, München, 1973,  pp. 143–150.
- (LA) Pius Bonifacius Gams, Series episcoporum Ecclesiae Catholicae, Graz, 1957,  pp. 851–852.
- (LA)  Konrad Eubel, Hierarchia Catholica Medii Aevi, vol. 1, pp. 99–100; vol. 2, pp. XIV, 92; vol. 3, p. 114; vol. 4, p. 91; vol. 5, p. 94; vol. 6, p. 94.
- (LA) Bolla In excelsa, in Bullarum diplomatum et privilegiorum sanctorum Romanorum pontificum Taurinensis editio, Vol. XXII,  pp. 210–214.